# Noord-Korea op de Olympische Winterspelen 1988
Tijdens de Olympische Winterspelen van 1988, die in Calgary (Canada) werden gehouden, nam Noord-Korea voor de vierde keer deel.

## Deelnemers en resultaten

### Kunstrijden
| Olympiër     | Discipline | Resultaat | Prestatie                                |
| ------------ | ---------- | --------- | ---------------------------------------- |
| Ho Gang      | mannen     | 28e       | dnq (verpl. figuren: 27 - korte kür: 28) |
| Kim Song-suk | vrouwen    | 31e       | dnq (verpl. figuren: 31 - korte kür: 27) |

### Schaatsen
| Olympiër      | Discipline   | Resultaat | Prestatie        |
| ------------- | ------------ | --------- | ---------------- |
| Im Ri-bin     | 1500 m (m)   | 17e       | 1.55,55 (+3,49)  |
| Im Ri-bin     | 5000 m (m)   | 35e       | 7.10,13 (+25,50) |
| Song Yong-hun | 5000 m (m)   | 28e       | 7.01,56 (+16,93) |
| Song Yong-hun | 10.000 m (m) | dq        | diskwalificatie  |
|               |              |           |                  |
| Han Chun-ok   | 500 m (v)    | 26e       | 42,25 (+3,15)    |
| Han Chun-ok   | 1000 m (v)   | 23e       | 1.24,26 (+6,61)  |
| Han Chun-ok   | 1500 m (v)   | 22e       | 2.09,66 (+8,98)  |
| Han Chun-ok   | 3000 m (v)   | 17e       | 4.29,16 (+17,22) |
| Han Chun-ok   | 5000 m (v)   | 9e        | 7.36,81 (+22,68) |
| Song Hwa-son  | 500 m (v)    | 22e       | 41,46 (+2,36)    |
| Song Hwa-son  | 1000 m (v)   | dq        | diskwalificatie  |
| Song Hwa-son  | 1500 m (v)   | 9e        | 2.05,25 (+4,57)  |
| Song Hwa-son  | 3000 m (v)   | 23e       | 4.31,05 (+19,11) |

Amerikaanse Maagdeneilanden · Andorra · Argentinië · Australië · België · Bolivia · Bondsrepubliek Duitsland · Bulgarije · Canada · Chili · China · Chinees Taipei · Costa Rica · Cyprus · Denemarken · Duitse Democratische Republiek · Fiji · Filipijnen · Finland · Frankrijk · Griekenland · Groot-Brittannië · Guam · Guatemala · Hongarije · IJsland · India · Italië · Jamaica · Japan · Joegoslavië · Libanon · Liechtenstein · Luxemburg · Marokko · Mexico · Monaco · Mongolië · Nederland · Nederlandse Antillen · Nieuw-Zeeland · Noord-Korea · Noorwegen · Oostenrijk · Polen · Portugal · Puerto Rico · Roemenië · San Marino · Sovjet-Unie · Spanje · Tsjecho-Slowakije · Turkije · Verenigde Staten · Zuid-Korea · Zweden · Zwitserland